# 17. honvedski pehotni polk (Avstro-Ogrska)
Za druge 17. polke glejte 17. polk.
17. honvedski pehotni polk (izvirno nemško k.u. Landwehr Infanterie Regiment Nr. 17; dobesedno slovensko: Cesarsko-madžarski honvedski pehotni polk št. 17) je bil pehotni polk avstro-ogrskega Honveda.

## Zgodovina
Polk je bil ustanovljen leta 1886.

### Prva svetovna vojna
Polkovna narodnostna sestava leta 1914 je bila sledeča: 92% Madžarov in 8% drugih.
Med prvo svetovno vojno se je polk bojeval tudi na soški fronti, med drugim tudi med tretjo soško ofenzivo, ko je v prvih petih urah ofenzive izgubil polovico moštva.

## Poveljniki polka
- 1914: Michael Gambos[5]